# Partridge Island, Nova Scotia
Partridge Island är en ö i Kanada.   Den ligger i provinsen Nova Scotia, i den östra delen av landet, 900 km öster om huvudstaden Ottawa. Arean är 0,23 kvadratkilometer.
Terrängen på Partridge Island är platt. Den sträcker sig 0,6 kilometer i nord-sydlig riktning, och 0,7 kilometer i öst-västlig riktning.